# Демобілізації повоєнні
Демобілізації повоєнні в радянських республіках та СРСР у 1921–1924 та в СРСР у 1945–1947 роках – масштабні переведення збройних сил та економіки з воєнного стану на мирний. Здійснювалися шляхом розформування військових частин, з'єднань і об'єднань, штабів, установ, допоміжних підрозділів, звільнення в запас надлишкового особового складу. 1921–1924. Встановлення радянської влади на теренах колишньої Російської імперії дало підстави для скорочення РСЧА (див. Радянська армія). В результаті демобілізації 1921–24 особовий склад Червоної армії зменшився з 5,5 млн до 562 тис. осіб.
1945–1947. По завершенні Великої вітчизняної війни Радянського Союзу 1941–1945 радянські збройні сили (ЗС) налічували 11 млн 365 тис. солдатів та офіцерів. 14 червня 1945 Державний комітет оборони СРСР обговорив заходи щодо проведення демобілізації. 23 червня 1945 12-та сесія ВР СРСР затвердила закон "Про демобілізацію старшого за віком особового складу діючої армії". 5 липня 1945 почалася практична реалізація цього рішення. 10 липня 1945 з Берліна (Німеччина) до СРСР відбув перший ешелон із демобілізованими. Впродовж липня–вересня 1945 було звільнено в запас військовослужбовців 13-ти старших вікових груп. Наступні етапи демобілізації здійснювалися на підставі спеціальних указів Президії ВР СРСР. Відповідно до указу від 25 вересня 1945, до кінця 1945 в ході другої черги було демобілізовано 10 категорій військовослужбовців (спеціалісти, студенти, вчителі, жінки), крім спеціалістів, які вирішили продовжити професійну службу в армії. Указ 20 березня 1946 розпочав 3-тю чергу демобілізації (травень-вересень 1946). Укази від 22 жовтня 1946 та 4 лютого 1947 завершили демобілізаційну кампанію. Всього до початку 1948 чисельність радянських ЗС зменшилася на 8,5 млн осіб – у штатному складі залишилося 2 млн 874 тис. осіб. На думку вчених, зазначена чисельність штатного складу ЗС СРСР вдвічі перевищувала реальні тогочасні оборонні потреби країни. Водночас фактичні дані про демобілізацію в СРСР 1945–47 спростовують твердження деяких тогочасних західних політиків (зокрема прем'єр-міністра Великої Британії К. Еттлі) та зарубіжних публіцистів про утримання СРСР від скорочення своїх ЗС.
Проведення масштабної повоєнної демобілізації потребувало оперативного вирішування не лише проблеми транспортування на великі відстані значних потоків людей, а й проблем соціального захисту й адаптації, медичної реабілітації колишніх військовослужбовців, серед яких були мільйони поранених та інвалідів. Гострими стали проблеми працевлаштування в містах, професійної освіти, перекваліфікації. Водночас багато сіл залишалося без працездатних чоловіків.
Із закінченням демобілізації в народне господарство країни влилися мільйони робочих рук, надійшло багато техніки та майна. До вересня 1946 промисловість і сільське господарство отримали близько 150 тис. автомашин та понад 1 млн коней. Цивільному повітряному флотові було повернуто з'єднання і частини транспортної авіації; різним пароплавствам та відомствам – понад 1500 суден. Демобілізація сприяла прискоренню відбудови економічного потенціалу Радянського Союзу.